# T57/58次列车 (1950-2007年)
T57/58次列车是中国铁路曾在1950年至2007年运行于首都北京至河南省会郑州之间的特快旅客列车，由郑州铁路局郑州客运段北京车队负责客运任务，是郑州第一对进京特快列车。列车在停运前使用25K型客车，沿京广铁路运行，途经北京、河北、河南三省市，全程689千米。其中北京西站至郑州站下行使用车次为T57次；郑州站至北京西站上行使用车次为T58次。列车曾先后获得铁道部的“红旗列车”、“全国五一劳动奖状”、“全国青年文明号”等荣誉。2007年4月18日，中国铁路实施第六次大面积提速，郑州至北京区间增开动车组列车，T57/58次列车停运，原车次得以留空，北京经京广线至郑州的普速列车仅余夕发朝至的K179/180次列车。
T57/58这对车次现在用于T56/57、T58/55次列车的京津段，后者1999年6月1日前同样来往北京和郑州。

## 历史沿革
T57/58次列车的前身可追溯至早期的81/82次京郑直快，后来将始发站调整为永定门站，等级一度降为直客，1985年更单向延长至平顶山，1991年缩回郑州并改为253/254次直快。1996年，253/4次直快改在新建的北京西站始发终到，1997年改为553/554次。
1998年10月1日，553/554次列车更换双层25K车体，车次改为K57/58次，彼时更换双层25K的还有K55/56次（1999年延至宝鸡）。1999年10月10日，K57/58次列车降级为195/196次特快并延长至南阳，后一度与179/180次特快套跑。同时开通的还有北京南至郑州的553/554次直快（即今1303/4次的前身，与1998年之前的553/554次并非同一列车）。2000年4月30日，K57/58次列车恢复开行，使用单层25K型客车，同年10月21日改为T57/58次。同时至南阳的195/196次列车因客流原因车底改用绿皮车。
2007年4月18日，北京-郑州间开行动车组列车，T57/58次列车停运。

## 事故
- 1988年7月1日，广东省一饲料公司停薪留职人员贺某在返乡途中持高邑至新乡客票乘坐永定门至平顶山的415次客车，将装有300克铝粉（属二级易燃固体）及尼龙化纤织物等物品的旅行包放置在33号和42号座席上方的行李架上。11时26分，当列车运行到安阳至宝莲寺间时，该旅行包突然爆燃起火，造成6人死亡，19人受伤，一辆车厢报废、两节车厢小破。[9]